# Paul Daniel
Pour les articles homonymes, voir Daniel.
Paul Daniel (né le 5 juillet 1958 à Birmingham) est un chef d'orchestre britannique.

## Biographie
En juillet 2012, Paul Daniel est nommé directeur artistique et musical de l'Orchestre national Bordeaux Aquitaine en remplacement de Kwamé Ryan, qui quitte ses fonctions fin juin 2013.